# 巣伏の戦い
巣伏の戦い（すぶしのたたかい、すぶせのたたかい）は、奈良時代末期の延暦8年（ユリウス暦789年）5月下旬から末頃の某日に、古代日本の律令国家（朝廷）と、胆沢の蝦夷（えみし）の間で行われた戦闘。三十八年騒乱のうち延暦八年の征夷の一つ。

## 背景
※日付は和暦による旧暦。西暦表記の部分はユリウス暦とする。

### 征夷の開始
延暦7年12月7日（789年1月7日）、長岡京の内裏で桓武天皇から節刀を授けられた征東大将軍・紀古佐美が激励を受けて陸奥へ進発した。
年が明けて延暦8年3月9日（789年4月8日）、多賀城に会集していた朝廷軍が「河道」「陸道」「海道」といったいくつかの道に分かれて進軍を開始した。

### 衣川営での逗留
延暦8年3月28日（789年4月22日）、「陸道」を進軍していた2～3万人ほどの軍勢が衣川を渡河して、その北岸に3ヵ所の軍営（衣川営）を置いた。
同軍の指揮を担当したのは副使・入間広成で、鎮守副将軍・池田真枚と同・安倍猨嶋墨縄が作戦の策定にあたった。広成らは衣川を渡って北岸に軍営を築いた旨を、後方の玉造塞より全軍の総指揮を執っていた古佐美の許に報じている。
古佐美が延暦8年4月6日（789年5月5日）付で都へ送った奏状の文章の一部が『続日本紀』延暦8年6月3日（789年6月30日）条と延暦8年6月9日（789年7月6日）条に引用されており、朝廷軍は胆沢の地の北上川東岸に集結した蝦夷軍を征し、その後で一挙に盆地奥部まで攻める計画をしていた。しかし衣川北岸に軍営を築いたあと、朝廷軍はその場で逗留し、しばらく動く気配がなかった。

### 桓武天皇の叱責
古佐美から延暦8年4月6日（789年5月5日）付の奏状が届けられて以降、30日ほど経過しても征東使から朝廷への戦況報告がなくしびれを切らした桓武天皇は、延暦8年5月12日（789年6月9日）に征東使へと勅を下し、長期間に渡る逗留の理由と賊軍側の消息についての報告を命じ、直ちに出撃すべきことを強く促した。

### 佐伯葛城の死
古佐美が延暦8年4月6日（789年5月5日）付の奏状を送ってから、前述の桓武天皇の勅が届いたと思われる延暦8年5月19日（789年6月16日）頃までの間に、『続日本紀』延暦8年5月26日（789年6月23日）条から征東副使・佐伯葛城が死亡していたことがわかっている。
陸奥の朝廷軍本営と長岡京との駅使による通信には片道7日程度を要していたことから、延暦8年5月26日（789年6月23日）が朝廷に葛城の死についての報告が届けられた日であると仮定すれば、古佐美が葛城の死を報じる奏状を送ったのは延暦8年5月19日（789年6月16日）頃となる。そのため葛城の死は延暦8年4月6日（789年5月5日）付の奏状を送ってから延暦8年5月19日（789年6月16日）頃までの間のことであったとみられる。

## 経過
以下は『続日本紀』などを基にした巷間で知られる合戦の経過である。

### 開戦時期

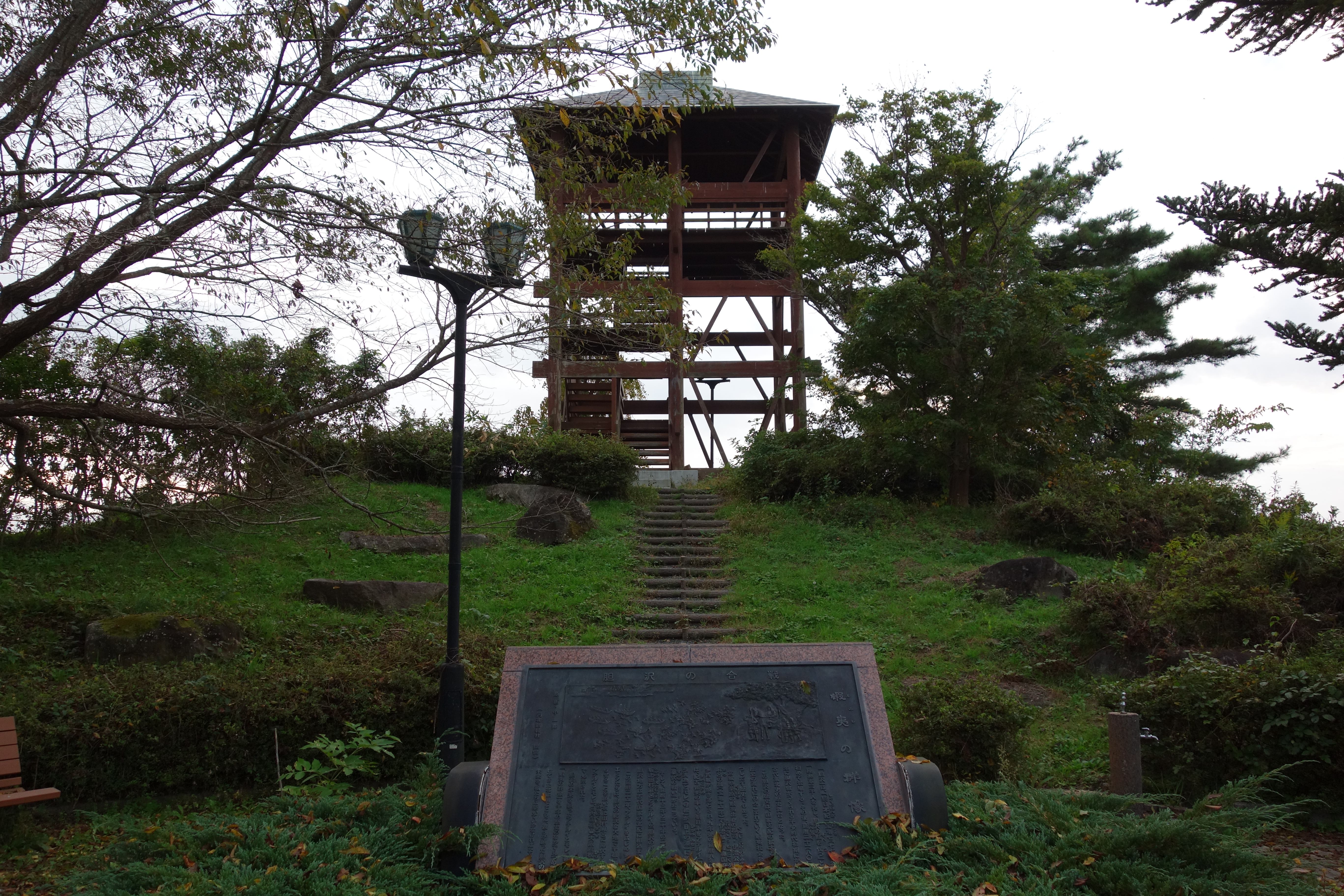
巣伏の戦いの跡　物見やぐら

巣伏の戦いの戦況について、紀古佐美が朝廷に報じた奏状の部分と、それを受けて下された桓武天皇の勅の部分が『続日本紀』延暦8年6月3日（789年6月30日）条に記されている。延暦8年6月3日（789年6月30日）は桓武天皇の勅が発せられた時点であると考えられ、古佐美が奏状を送ったのは7日ほど遡るとみられることから、実際に巣伏の戦いが起こったのは5月下旬から末頃と思われる。
おそらくは延暦8年5月19日（789年6月16日）頃に桓武天皇が発した延暦8年5月12日（789年6月9日）付の勅が朝廷軍本営に届けられ、これを受けた古佐美は衣川営で逗留していた朝廷軍に対して直ちに進軍するよう命じたものと思われる。また出撃開始と佐伯葛城の死亡を併せて報告する奏状を朝廷に宛てて送ったものと推測される。

### 開戦
朝廷軍の作戦は征東副使・入間広成と鎮守副将軍・池田真枚（左中軍別将）、同・安倍猨嶋墨縄（前軍別将）の3人によって急遽策定され、前軍・中軍・後軍の3軍が相連携した渡河作戦で胆沢の地を攻めるというものであった。おそらく「胆沢の賊、惣て河東に集る」という情報を得ていたことから渡河作戦を採用したと思われる。衣川営を出発した朝廷軍は、北上川の両岸を2手に別れて北進を開始した。
中・後軍より各2000人ずつ選抜された計4000人の軍兵が、衣川営を出発後、北上川本流を渡河して東岸に沿って北進、阿弖流爲の居宅やや手前の地点で蝦夷軍300人程と交戦した。蝦夷軍は北へと退却したため、朝廷軍はこれを追いつつ途上の村々を焼き払いながら北上し、前軍との合流地点であったらしい巣伏村を目指した。
一方、前軍の軍兵は、衣川営を出発後、北上川本流の西岸に沿って北進、巣伏村付近から渡河して合流地点を目指そうとしたが、前方で待ち構えていた蝦夷軍に阻まれ、北上川を渡河できずにいた。
そうしたところ、中・後軍の前方に蝦夷軍800人程が出現して戦闘となった。蝦夷軍の凄まじい勢いに朝廷軍は後方へと押し戻され、さらに東の山上に潜んでいた蝦夷軍400人程が朝廷軍の横・後方から急襲したため、朝廷軍の退路は断たれた。中・後軍は川と山に挟まれたきわめた狭い場所に追い詰められ、前後から敵を受けた朝廷軍は蝦夷軍に翻弄されたことで総崩れを起こした。

### 朝廷軍の敗北
朝廷軍は巣伏の戦いで1061人もの戦死者を出した。その内訳は、戦闘による死者25人、矢疵を負った負傷者245人、溺死者1036人、裸で泳ぎ生還した者1257人と驚異的な惨敗であった。
巣伏の戦いで作戦の策定をおこなった入間広成、池田真枚、安倍猨嶋墨縄の3人は誰ひとりとして陣頭指揮を執らなかった。真枚は北上川で溺れていた中・後軍の軍兵を救出するために「日上の湊」に赴いたが、広成と墨縄はそれすらおこなわなかった。

## 戦後

### 胆沢の蝦夷の損害
巣伏の戦いでの胆沢の蝦夷軍の人的被害は不明である。『続日本紀』によると朝廷軍は「十四村、宅八百許烟」を焼き討ちしているが、宅八百許烟は竪穴建物800棟を指すものと考えられ、当時の胆沢地方の平均的な規模の竪穴建物は床面積20平方メートル前後であったと考えられているため、1棟に4～5人が居住したと仮定すると3200～4000人ほどが住み家を失った計算になる。
奥州市水沢にある杉の堂・熊之堂遺跡群では、発掘調査により奈良時代後期のものとみられる竪穴建物が一時に火災で焼亡していたことが推測されている。火災痕跡の年代観や、巣伏の戦いでの朝廷軍の進軍ルートとの一致から、朝廷軍による焼き討ちに遭った可能性が指摘されている。
胆沢の蝦夷にとって巣伏の戦いでは勝利を収めたともいえるが、14ヶ村800戸が焼き討ちされているため決して微々たる損害ではなかった。

### 征夷中止の上奏
桓武天皇が発した延暦8年6月3日（789年6月30日）付の勅が征東大使・紀古佐美の許に届いたのは、延暦8年6月10日（789年7月7日）頃と見られる。
古佐美はそれより前に征夷の中止を決意して、軍を解散し、都へ帰還したい旨を申請する奏状を調停に送っていた。『続日本紀』延暦8年6月9日（789年7月6日）条に記事があることから、古佐美の奏状は延暦8年6月2日（789年6月29日）頃に書かれたと推測される。
古佐美から届けられた奏状に桓武天皇は激怒し、直ちに勅を下して大使古佐美以下征夷軍指揮官たちの無能を厳しく叱責した。

## 巣伏の戦いを描いた作品
小説
- 『火怨』 高橋克彦 講談社、1999年

## 関連資料
- 『続日本紀』

### 原典
1. 1 2  『続日本紀』延暦八年五月癸丑（十二日）条
2. ↑  『続日本紀』延暦八年五月丁卯（二十六日）条
3. 1 2 3  『続日本紀』延暦八年六月甲戌（三日）条
4. 1 2  『続日本紀』延暦八年六月庚辰（九日）条